# Meria geniculata
Meria geniculata is een vliesvleugelig insect uit de familie  Thynnidae. De wetenschappelijke naam van de soort is voor het eerst geldig gepubliceerd in 1832 door Brullé.